# 薩克辛
薩克辛，是伏尔加河三角洲上一重要城市。在十一至十三世纪十分繁荣，在蒙古入侵前是钦察人的地方。这里后来成为金帐汗国老萨莱。
一些阿拉伯与伊朗地理学家说这里是萨克辛人的地方。1246年拔都留在这里生活。苏联人说此地在伏尔加格勒与阿赫图宾斯克之间。有人说萨克辛人似哥德人，但多数认为他们是突厥穆斯林（保加尔人）。

## 發掘
2003，阿斯特拉罕大学在伏尔加三角洲考古，认为此地文化由可萨、保加尔人、烏古斯人構成。